# Bundesautobahn 107
Pour les articles homonymes, voir A107.
La Bundesautobahn 107 était le nom du projet de Bundesautobahn à Berlin.

## Histoire
Selon les plans originaux du plan d'aménagement de Berlin de 1965, la Bundesautobahn 107, projetée à l'époque et appelée plus tard, devait former ce qu'on appelle la "tangente centrale" d'alors Berlin-Ouest et partir du quartier de Tiergarten en passant par les quartiers de Mitte et Friedrichshain vers Berlin-Est. Elle devrait croiser la Bundesautobahn 103 à l'échangeur de la gare de Lehrte. À l'échangeur de la Landsberger Platz (à l'époque Leninplatz), elle devait croiser la Bundesautobahn 102. Une intersection avec la Bundesautobahn 100 était prévue dans le quartier de Prenzlauer Berg.
De 1975 jusqu'à la réunification allemande, l'autoroute projetée s'appelait "A 17".